# 連科蘭尖條鰍
連科蘭尖條鰍（學名：Oxynoemacheilus lenkoranensis），為輻鰭魚綱鯉形目條鰍科尖條鰍屬的其中一種。分布於亞洲亞塞拜然連科蘭河流域，棲息在河川底層水域，生活習性不明。

## 扩展阅读
維基物種上的相關：連科蘭尖條鰍